# Edificio Capital
El edificio Capital es un edificio de oficinas de la ciudad de Temuco, Chile.

## Historia
Se ubica en la esquina de General Aldunate y Antonio Varas, en el sector centro de la urbe. Con 24 pisos, fue el edificio más alto de la ciudad, y de la Región de La Araucanía. Cuenta con un hall de acceso de doble altura, oficinas de cuarenta a novecientos veinte metros cuadrados. Fue diseñado sobre la base de plantas libres, dos pisos de estacionamientos subterráneos, muro cortina cristales LOW-E, climatización, seis elevadores y un sistema de última tecnología de disipadores sísmicos. La construcción comenzó en agosto de 2012 y finalizó en mayo de 2014 por la constructora Herdener. Costó 380.000 UF.[cita requerida]
Si bien los tres primeros pisos del edificio serán ocupados por la Caja de Compensación La Araucana, el resto de las plantas se enfocaron en el público regional, tanto a nivel de empresas como de profesionales.
El edificio, que fue diseñado por un equipo de profesionales liderado por el arquitecto Víctor Silva, uno de los rostros tras la torre santiaguina Costanera Center, pretende imponerse en la capital regional no solo por su tamaño y diseño, sino también por su eficaz aporte en materia energética.

## Galería de imágenes
|                                                            |
| Edificio Capital Temuco visto desde la Plaza Aníbal Pinto. |

|                                               |
| Edificio Capital Temuco visto desde el suelo. |

|                                          |
| Vista hacia el sur del Edificio Capital. |